# معركة ديجو الأولى
وقعت معركة ديجو في إيطاليا الحالية خلال حرب التحالف الأول بين الجيوش الفرنسية والنمساوية في الحادي والعشرين من سبتمبر عام 1794 وأنتهت بانتصار فرنسا، وقد وُصفت المعركة في مراسلات نابليون.

## وصلات خارجية
- نص رسالة نابليون التي تصف المعركة (باللغة الإنجليزية) نسخة محفوظة 30 أكتوبر 2017 على موقع واي باك مشين.